# Strike

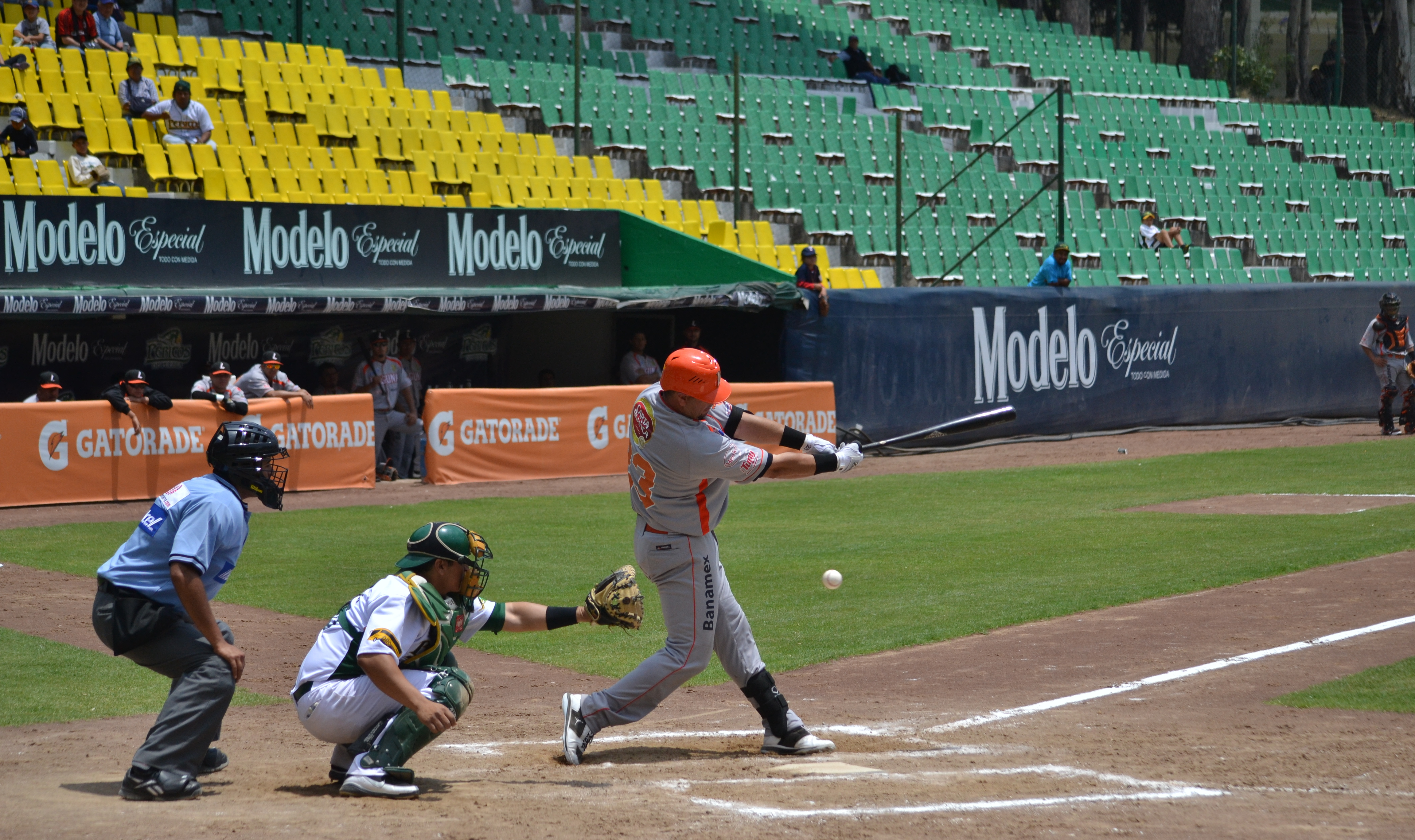
Un bateador falla al golpear la bola, cometiendo un strike.

Un strike (anotación oficial S) es, en béisbol, el conteo negativo para el turno de un bateador en la ofensiva, resulta de no golpear hacia el diamante, una pelota lanzada por el pitcher. Un conteo de tres strikes termina el turno del bateador. Dos fouls en un turno son contados como strikes si se hacen antes de haber recibido ningún otro strike.
Un bateador que recibe tres (3) strikes es ponchado (puesto out, anotación oficial SO, o simplemente K por Strikeout), a menos que el tercer strike sea un foul, en cuyo caso este puede continuar bateando. Sin embargo, el bateador es declarado ponchado si el foul es producto de un toque de bola.

## Zona de strike

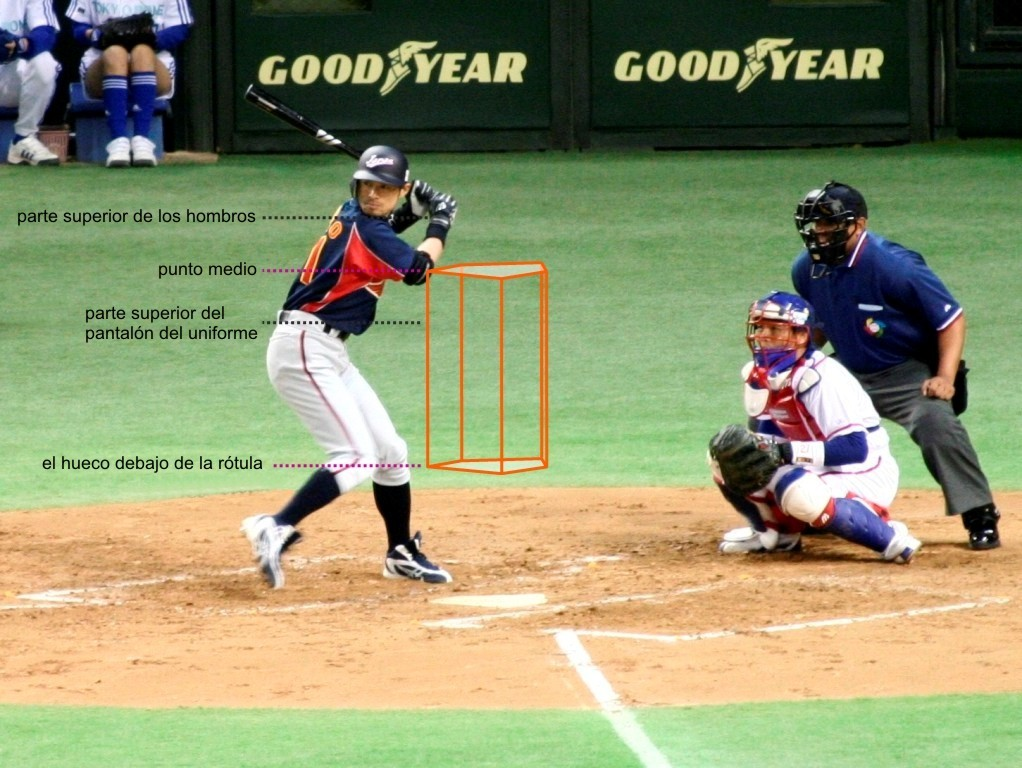
Descripción de la zona de strike.

Es el área tridimensional aproximada válida sobre el home donde el lanzador debería pasar la pelota para que se pueda contar un strike. El rango vertical suele ser apreciación del umpire, estando comprendido en el espacio aproximado que va desde las rodillas del bateador a la altura de las axilas o el pecho (se suele decir "a la altura de las letras" haciendo referencia a donde usualmente se encuentra el nombre del equipo en el uniforme). El rango horizontal va delimitado por el ancho del home.